# Lady Rosa of Luxembourg
Lady Rosa of Luxembourg é uma escultura criada em 2001 pela artista croata Sanja Iveković, como parte de uma exposição com o título: "Leitmotiv Luxemburgo - cidadãos luxemburgueses. Consenso e paixões freadas. "
A estátua representa uma mulher grávida trazendo nas mãos uma coroa, o artista foi inspirado por uma outra estátua famosa do Luxemburgo: Gëlle Fra (literalmente: senhora dourada no Luxemburgo), que foi derrubada pelos nazistas e restaurada após a guerra em memória dos soldados caídos de Luxemburgo.